# Federica Venturelli
Federica Venturelli (Cremona, 12 gennaio 2005) è una ciclista su strada, pistard e ciclocrossista italiana, che corre per l'UAE Development Team.

## Carriera
Nel 2024 è giunta quinta ai campionati del mondo su pista nell'inseguimento individuale.

## Palmarès

### Strada
- 2022 (Juniores)

Campionati italiani, Cronometro junior
- 2023 (Juniores)

Trofeo Rosa Citta di Cantù
Gran Premio Città di Corridonia
Giornata Rosa - Gran Premio Primavera
Trofeo Rosa Green Bike
1ª tappa Tour du Gévaudan Occitanie juniores (Mende › Montée Jalabert)
Classifica generale Tour du Gévaudan Occitanie Juniores
GP Laterizi Danesi
Campionati italiani, Gara in linea Juniores
Prologo Watersley Ladies Challenge (Sittard › Sittard)
1ª tappa Watersley Ladies Challenge (Neerharen › Mopertingen)
Classifica generale Watersley Ladies Challenge
Campionati europei, Cronometro junior
- 2024 (UAE Development Team, cinque vittorie)

4ª tappa Giro Mediterraneo in Rosa (Castelnuovo della Daunia › Castelnuovo della Daunia)
5ª tappa Giro Mediterraneo in Rosa (Foggia › Motta Montecorvino)

#### Altri successi
- 2023 (Juniores)

Classifica sprint Omloop Borsele Juniors
Classifica scalatrici Tour du Gévaudan Occitanie Juniores
Campionati italiani, Cronosquadre Juniores
Classifica giovani Tour de Moselle
Campionati europei, Staffetta mista junior
- 2024 (UAE Development Team)

Classifica a punti Giro Mediterraneo in Rosa
Classifica giovani Giro Mediterraneo in Rosa

### Pista
- 2022

Campionati europei, Omnium Juniores
Campionati europei, Inseguimento a squadre Juniores (con Francesca Pellegrini, Martina Sanfilippo e Valentina Zanzi)
Campionati del mondo, Inseguimento individuale Juniores
- 2023

Campionati europei, Inseguimento individuale Juniores
Campionati europei, Inseguimento a squadre Juniores (con Alice Toniolli, Irma Siri e Silvia Milesi)
Campionati del mondo, Inseguimento individuale Juniores
Campionati del mondo, Americana Juniores (con Vittoria Grassi)
- 2024

Campionati europei, Inseguimento individuale Under-23
Three Days Aigle, Inseguimento individuale
- 2025

Darmstadt, Omnium

### Ciclocross
- 2022 -2023

Gran Premio Ciudad de Pontevedra Juniores (Pontevedra)
Gran Premio dell'Epifania, Juniores (Solbiate Olona)

## Piazzamenti

### Competizioni mondiali
- Campionati del mondo su strada

Wollongong 2022 - In linea Juniores: 40ª
Wollongong 2022 - Cronometro Juniores: 24ª
Glasgow 2023 - In linea Juniores: 4ª
Glasgow 2023 - Cronometro Juniores: 3ª
- Campionati del mondo ciclocross

Fayetteville 2022 - Juniores: 5ª
Hoogerheide 2023 - Juniores: 4ª
Hoogerheide 2023 - Staffetta mista: 5ª
Tábor 2024 - Gara Under-23: 22ª
Tábor 2024 - Staffetta mista: 5ª
- Campionati del mondo su pista

Tel Aviv 2022 - Inseguimento a squadre Juniores: 2ª
Tel Aviv 2022 - Inseguimento individuale Juniores: vincitrice
Calì 2023 - Inseguimento individuale Juniores: vincitrice
Calì 2023 - Inseguimento a squadre Juniores: 2ª
Calì 2023 - Americana Juniores: vincitrice
Ballerup 2024 - Inseguimento individuale: 5ª

### Competizioni continentali
- Campionati europei su strada

Anadia 2022 - In linea Juniores: 3ª
Anadia 2022 - Cronometro Juniores: 4ª
Drenthe 2023 - In linea Juniores: 2ª
Drenthe 2023 - Cronometro Juniores: vincitrice
Drenthe 2023 - Staffetta mista Juniores: vincitrice
- Campionati europei di ciclocross

Col du Vam 2021 - Juniores: 6ª
- Campionati europei su pista

Sangalhos 2022 - Omnium Juniores: vincitrice
Sangalhos 2022 - Inseguimento a squadre Juniores: vincitrice
Sangalhos 2023 - Inseguimento individuale Juniores: vincitrice
Sangalhos 2023 - Inseguimento a squadre Juniores: vincitrice
Apeldoorn 2024 - Inseguimento individuale: 4ª
Cottbus 2024 - Inseguimento a squadre Under-23: 3ª
Cottbus 2024 - Inseguimento individuale Under-23: vincitrice
Cottbus 2024 - Omnium Under-23: 3º

## Riconoscimenti
- Oscar TuttoBici - categoria donne juniores nel 2023[4]